# Aufzeichnungen eines Krokodils
Aufzeichnungen eines Krokodils  (Originaltitel: 鱷魚手記 Èyú shǒujì) ist ein Roman von Qiu Miaojin. Er erschien erstmals 1994. Die deutsche Übersetzung von Martina Haase erschien 2019.

## Inhalt
Die Handlung setzt im Jahre 1991 in Taipeh ein, wo die Protagonistin Lazi ihr Studium der chinesischen Literatur beendet. Rückblickend erzählt sie von der Situation, in der sie sich als Studentin befand, die ihr einerseits einen Rückzug von ihren anderen sozialen Pflichten bot, andererseits aber auch immer wieder ein Quell von Frustrationen gewesen ist. Schon zu Beginn ihres Studiums merkt Lazi, dass sie gleichgeschlechtlich orientiert ist.
In einer Zeit, in der in Taiwan Homosexualität noch strafbar ist, ist eine lesbische Beziehung ein großer Tabubruch. In ihren Tagebüchern berichtet Lazi von ihren Gefühlen. Außerdem wird die Wichtigkeit kultureller Einflüsse wie die Filme der Nouvelle Vague, Betty Blue – 37,2 Grad am Morgen und die Bücher von Haruki Murakami  für Lazi beschrieben.
Die Situation ändert sich erst, als in den Fernsehnachrichten über Sichtungen von Krokodilen in Taiwan berichtet wird. Es stellt sich dabei heraus, dass es sich nicht um die gleichnamigen Reptilien handelt, sondern um eine Subkultur, die gegen ihre gesellschaftlichen Zwänge rebelliert.

## Kritik
„Viel Handlung, gar einen plotbasierten Spannungsbogen gibt es nicht. Auch seine politerotische Brisanz ist nach drei Jahrzehnten queeren Publizierens verblasst. So läuft dieser Roman Gefahr, nur noch literaturhistorisch von Interesse zu sein. Die Übersetzung hätte durchweg glänzend sein müssen, um ihn davor zu bewahren. Leider ist sie es nicht.“